# Abderaman Koulamallah
Abderaman Koulamallah, né en 1955, est un homme politique tchadien, membre de l'Union démocratique tchadienne (UDT).
Il est le fils de Hayatte Koulamallah née Hayatte Kifli Choukri d'origine soudanaise et d'Ahmed Koulamallah, dirigeant du Mouvement socialiste africain (MSA) puis chef des nordistes tchadiens, lui-même fils d'un Arabe soudanais, et de Méram Afadé, fille du sultan du Baguirmi, Abd ar-Rahman Gawrang II.

## Biographie
Engagé dans le Frolinat contre la présidence de François Tombalbaye puis celle de Félix Malloum, il occupe plusieurs postes de ministre et de conseiller à la présidence de la république sous la présidence d'Idriss Déby, avant d'entrer en rébellion au sein des Forces unies pour le changement (FUC) de Mahamat Nour, qu'il dirigera après le ralliement de celui-ci.
En 1996, il est empêché de se présenter à l'élection présidentielle à cause des origines soudanaises de sa mère, mais son demi-frère (même père) y est autorisé en 2006.
Koulamallah intègre ensuite le Rassemblement des forces pour le changement (RFC) de Timan Erdimi et devient en décembre 2007 le porte-parole du CMU (Commandement militaire unifié regroupant l'UFDD, le RFC et l'UFDD-Fondamentale). Il est le président de l'Union démocratique tchadienne (UDT).
Le 21 mars 2008, il annonce quitter le RFC et former l'UDC qui rejoint l'Alliance nationale.
Son mouvement intègre l'Alliance nationale. En janvier 2009, il intègre l'Union des forces de la résistance (UFR) regroupement nouvellement créé des huit principaux mouvements armés opposés au président Idriss Déby et opérant dans l'est du Tchad, et Koulamallah en devient le porte-parole. En mai 2010, l'UFR se scinde en deux.
Le 7 juin 2011, il met fin à son exil et après un accord avec le gouvernement tchadien, il rentre au Tchad. Il est emprisonné à la suite de sa condamnation à perpétuité pour « atteinte à la sûreté de l’État » avant d'être gracié par le président Déby 17 jours après. Il reprend la tête de son parti l'UDT qui est représenté à l'assemblée nationale par un député.
En 2015, Abderaman Koulamallah publie La Bataille de N'Djamena. Il s'agit d'un récit où il raconte l'attaque du 2 février 2008 de la coalition rebelle hostile au pouvoir d'Idriss Deby Itno dont il était le porte-parole.
Du 24 août 2018 à la mort du président Idriss Déby en avril 2021, il est le conseiller chargé de mission à la Présidence de la république.
Le 2 mai 2021, le Conseil militaire de transition qui a pris le pouvoir après la mort d'Idriss Déby nomme Koulamallah aux postes de ministre de la Communication et porte-parole du gouvernement « de transition ». Il remplace Chérif Mahamat Zene.
En octobre 2022, après la fin du dialogue national inclusif et souverain, un nouveau gouvernement est nommé. Abderaman Koulamallah est nommé ministre de la Réconciliation nationale du gouvernement de Saleh Kebzabo. En janvier 2024, Koulamallah redevient ministre de la Communication dans le gouvernement de Succès Masra.
En mai 2024, avec le gouvernement de la Ve république du Premier ministre Allamaye Halina, Abderaman Koulamallah est nommé ministre d'État, ministre des Affaires étrangères, des Tchadiens de l'étranger, de la Coopération internationale et porte parole du gouvernement. Après le remaniement et la formation du gouvernement Halina II, le 6 février 2025, il est remplacé par Abdoulaye Sabre Fadoul. Son passage au ministère des Affaires étrangères est jugé négativement, certains médias parlant d'un manque de rigueur, de népotisme et d'« amateurisme diplomatique » ayant comme conséquence la perte d'influence du Tchad. Le 12 février, la présidence de la république intervient pour démentir l'accusation de divulgation d'un message du président qu'aurait commise Koulamallah.
Le 4 mars 2025, sur le quota d'un tiers que lui confère la constitution, le président de la République nomme Abderaman Koualamallah ainsi que 22 autres sénateurs,.

## Ouvrages
- La bataille de N'Djamena, 2 février 2008, L'Harmattan, 2015  (ISBN 978-2343050775)